# Bataille de la porte Colline
Deuxième Guerre civile Marius-Sylla
La bataille de la porte Colline est une bataille qui mit fin à la seconde guerre civile entre Marius et Sylla.
En effet, les partisans de Marius, mort en 86 av. J.-C., avaient levé six armées pour faire face à l'armée aguerrie de Sylla qui avait débarqué à Brindes. Ces armées, essentiellement composées d'alliés italiens, furent battues ou ralliées les unes après les autres par Sylla : la dernière armée, composée de marianistes, de Lucaniens sous les ordres de Marcus Lamponius et de Samnites commandés par Pontius Telesinus, fut écrasée sous les murs de Rome, près de la porte Colline.
À l'encontre de l'avis de certains de ses officiers, qui estimaient que leurs hommes étaient épuisés par une marche forcée, Sylla décida de passer à l'attaque. Engagée le soir, la bataille dura toute la nuit entre le 1er et le 2 novembre. L'aile droite de Sylla, commandée par Crassus prit assez vite le dessus sur les troupes marianistes, tandis que l'aile gauche fléchissait. Sylla, conscient du danger, se porta de ce côté. Il montait un cheval blanc, qui permettait de l'identifier facilement. Selon Plutarque, il échappa de justesse à deux javelots. L'auteur, qui tient l'information des Mémoires disparues de Sylla, ajoute que ce dernier adressa lors une prière à une statuette d'Apollon, ramenée de Delphes. Malgré les efforts de Sylla, son aile gauche continua de reculer jusqu'aux murailles de Rome. Comme les portes étaient fermées, les soldats furent alors contraints de faire face à l'ennemi. Malgré l'acharnement des Samnites, Sylla remporta une victoire complète. Cette bataille particulièrement sanglante se termina par la mort d'au moins 50 000 hommes de part et d'autre. Impitoyable, Sylla ordonna le massacre des prisonniers (7 000, y compris treize généraux marianistes). Quelques jours plus tard, Marius le Jeune se tua à Préneste et la ville capitula. Sylla devint maître de Rome et de l'Italie.
C'est à la suite de cette bataille que Sylla prit le surnom de Felix (« fortuné », « chéri des dieux », qu'il explique lui-même un jour comme « protégé de Vénus »).